# SS-N-16 Stallion
SS-N 16 Stallion è il nome in codice NATO di una serie di missili ASW sovietici entrati in servizio alla fine degli anni settanta. In particolare, si tratta dei sistemi d'arma RPK-6 Vodopad con 533 mm di diametro e RPK-7 Veter da 650 mm, entrambi costruiti in due versioni (testata convenzionale o nucleare). Prodotti in un numero imprecisato tra il 1979 ed il 1982, viene utilizzato dalla VMF russa su parecchi tipi di unità, sia di superficie, sia subacquee. Da questo punto di vista, è piuttosto simile (ma non equivalente) allo statunitense AGM-84 Harpoon.
A partire dal 1992, le versioni con testata nucleare sono state ritirate dal servizio.

## Tecnica
Lo Stallion è un missile antisommergibile in grado di essere utilizzato da unità sia di superficie, sia subacquee. A causa della sua bassa gittata, compresa tra i 50 ed i 200 km a seconda delle stime, non viene considerato un'arma strategica.
Progettato dalla Novator, ha un sistema di guida di tipo inerziale ed un motore a razzo con propellente solido.
In generale, ne sono state costruite due varianti principali, che si distinguono in base al diametro: RPK-6 Vodopad (nome in codice NATO SS-N-16A) da 530 mm, e RPK-7 Veter (nome in codice NATO SS-N-16B) da 650 mm.
L'SS-N-16A Stallion è la versione da 530 mm. In grado di essere lanciata da tutti i sottomarini russi e sovietici, ha una lunghezza di 8,17 metri.
- RPK-6 Vodopad / 83R, con un siluro UMGT-1 (Type 40 in Occidente) come testata. Gittata 50 km.
- RPK-6 Vodopad / 84R, con una bomba atomica di profondità della potenza di 200 kt come testata. Gittata 55 km.
- RPK-6M Vodopad-NK / 83RN, con un siluro UMGT-1 come testata. Con una gittata di 75 km, può essere usata solo da unità di superficie.
- RPK-6M Vodopad-NK / 84RN, con una bomba atomica di profondità della potenza di 200 kt come testata. Gittata 55 km, può essere usata solo da unità di superficie.

L'SS-N-16B Stallion è la versione da 650 mm. Per il suo diametro, può essere utilizzata solo da alcuni modelli (classi Akula, Sierra, e Oscar).
- RPK-7 Veter / 86R, con un siluro UMGT-1 come testata. Gittata 100 km.
- RPK-7 Veter / 88R, con una bomba atomica di profondità della potenza di 10-20 kt come testata. Gittata 120 km.
- RPK-7 Veter / 100RU, versione migliorata probabilmente della variante con armamento convenzionale costituito da un siluro UMGT-1 come testata..

Il missile viene sparato dai tubi lanciasiluri dei sottomarini. Dopo la partenza, questo esce dall'acqua e prosegue per una traiettoria balistica. Quando giunge nella zona del bersaglio pre-programmato, la testata viene espulsa. Se si tratta di una testata nucleare, questa esplode alla profondità prestabilita.
Lo scopo primario di questa arma è il contrasto dei sottomarini nemici. Tuttavia, nel caso della versione armata con una testata nucleare, ne era previsto l'uso anche contro obiettivi navali di superficie, oppure bersagli costieri.